# مامادو فوفانا
مامادو فوفانا (بالفرنسية: Mamadou Fofana)‏ (مواليد 21 يناير 1998) هو لاعب كرة قدم مالي يلعب كمدافع في نادي ميتز.

## روابط خارجية
- مامادو فوفانا على موقع اتحاد تركيا (لاعب) (الإنجليزية)
- مامادو فوفانا على موقع الدوري الأمريكي (الإنجليزية)
- مامادو فوفانا على موقع قاعدة بيانات كرة القدم.إي يو (الإنجليزية)
- مامادو فوفانا على موقع ناشيونال فوتبول تيمز (الإنجليزية)
- مامادو فوفانا على موقع Soccerway.com (الإنجليزية)
- مامادو فوفانا على موقع عالم كرة القدم.نت (الإنجليزية)